# Шенье (Приморская Шаранта)
Шенье́ (фр. Chepniers) — коммуна во Франции, находится в регионе Пуату — Шаранта. Департамент коммуны — Приморская Шаранта. Входит в состав кантона Монльё-ла-Гард. Округ коммуны — Жонзак.
Код INSEE коммуны — 17099.

## Население
Население коммуны на 2010 год составляло 658 человек.
| 1962 | 1968 | 1975 | 1982 | 1990 | 1999 | 2010 |
| ---- | ---- | ---- | ---- | ---- | ---- | ---- |
| 796  | 734  | 655  | 617  | 604  | 643  | 658  |